# Трабанка
Трабанка (ісп. Trabanca) — муніципалітет в Іспанії, у складі автономної спільноти Кастилія-і-Леон, у провінції Саламанка. Населення — 248 осіб (2010).
Муніципалітет розташований на відстані близько 240 км на північний захід від Мадрида, 65 км на північний захід від Саламанки.

## Демографія
Динаміка населення (INE ):